# Ciężki Staw

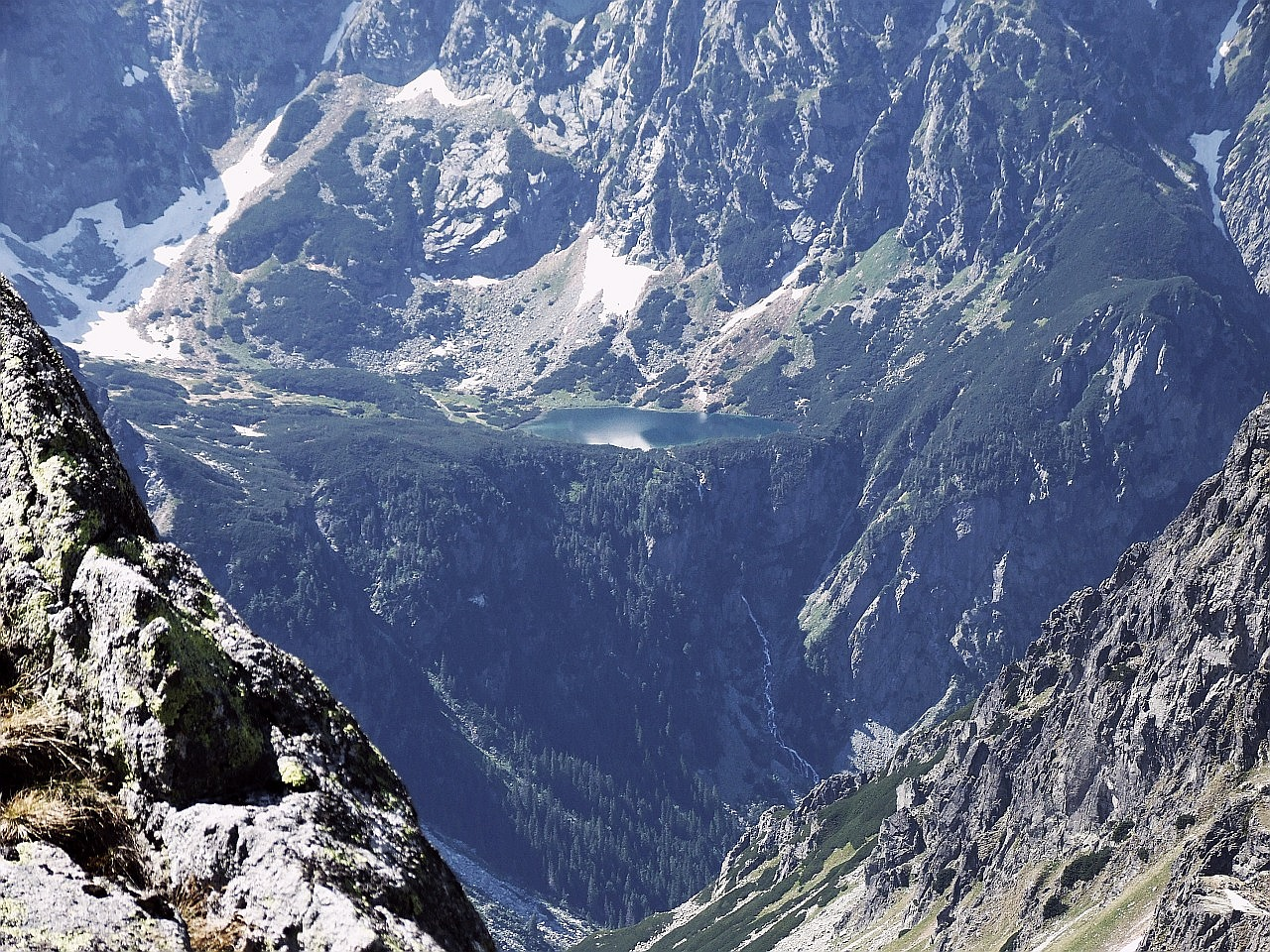
Ciężki Staw i próg Doliny Ciężkiej z Ciężką Siklawą

Ciężki Staw, błędnie Czeski Staw (niem. Verborgener See, słow. České pleso, Ťažké pleso, węg. Cseh-tó) – staw położony w dolnych partiach Doliny Ciężkiej (odnoga Doliny Białej Wody) w słowackiej części Tatr Wysokich. Znajduje się na wysokości 1612 m, pod południowo-wschodnią ścianą Młynarzowych Wideł.

## Hydrografia
Pomiary, przeprowadzone przez pracowników TANAP-u w latach 60. XX w. wykazują, że powierzchnia Ciężkiego Stawu to 1,98 ha, a wymiary 222 × 125 m i głębokość ok. 6,1 m.
Ciężki Staw zasilany jest głównie przez strumyk spływający ze Zmarzłego Stawu, który w dolnej swojej części płynie częściowo podziemnie. Z Ciężkiego Stawu natomiast wypływa Ciężki Potok, który spływając przez 300-metrowej wysokości próg skalny Doliny Ciężkiej, nieco poniżej Ciężkiego Stawu tworzy wodospad Ciężka Siklawa. Zimą tworzy się na nim Ciężki Lodospad.

## Nazwa
Nazwa Ciężkiego Stawu pochodzi od nazwy Ciężkiej Doliny, w której on leży. Błędne zrozumienie słowa „ciężki” jako „czeski” doprowadziło w pierwszej połowie XIX w. do wprowadzenia w kartografii nazwy stawu w jęz. niemieckim jako Böhmisher See. Stąd poszła nazwa węgierska Cseh-tó (Czeskie Jezioro), a wkrótce także nazwy słowacka (České pleso) i polska (Czeski Staw). Pojawiające się w wydawnictwach węgierskich określenie Cseh-tavak (Czeskie Jeziora) łączyło pod wspólną nazwą oba stawy Doliny Ciężkiej: Ciężki Staw i Zmarzły Staw.
W języku polskim źle przetłumaczona nazwa przyjęła się szybko. Już w 1874 r. Walery Eljasz-Radzikowski pisał o dolince „Czeskiej” „...z dwoma stawkami téj samej nazwy”. Używał jej (podobnie jak nazw „Czeska Dolina”, „Czeska Przełęcz” itd.) m.in. w 1908 r. Janusz Chmielowski w swym „Przewodniku po Tatrach”.
Tym niemniej niektórzy autorzy mieli świadomość niefortunnego „tłumaczenia” i posługiwali się właściwą nazwą stawu. František Dénes, dobry znawca onomastyki tatrzańskiej, w roku 1896 w niemieckojęzycznym tygodniku „Zipser Bote” użył nazwy Schwieriger See, czyli Ciężki Staw. Na węgierskiej mapie Wysokich Tatr (1:50 000, wyd. Turistaság és alpinizmus) z 1922 r. staw oznaczony jest jako Tiežky pleso. W nielicznych węgierskich wydawnictwach spotykana była nazwa Nehéz-tó, czyli Ciężkie (Trudne) Jezioro. W innych starszych źródłach pojawiały się nazwy nawiązujące do „ukrytego” położenia stawu: Verbogener See (niem.), Rejtett-tó (węg.), a nawet jego zacienienia i „czarnej” barwy wody: Schwarzer See (niem.; np. Martin Róth w roczniku Węgierskiego Towarzystwa Karpackiego (MKE) 1877) lub Fekete-tó (węg.; np. Albert Berzeviczy w roczniku MKE 1878).
Dziewiętnastowieczne mapy austriackie (austro-węgierskie), które posłużyły po roku 1919 jako podkłady dla pierwszych topograficznych map czechosłowackich i polskich, po ponownym tłumaczeniu wprowadziły nazwy České pleso (cz., słow.) i Czeski Staw (pol.). Nazwy te utrwaliły się później na długi czas w świadomości turystów oraz taterników obu państw. W języku polskim o „Czeskim Stawie” (a także „Czeskim Szczycie”, „Czeskiej Dolinie” itd.) jeszcze w 1958 r. pisał Tadeusz Zwoliński w swym „Przewodniku po Tatrach”. Najszybciej, bo już w drugiej połowie lat 50. XX w. do pierwotnej nazwy zaczęli wracać Polacy, a to za sprawą Witolda Henryka Paryskiego i jego przewodnika taternickiego „Tatry Wysokie”. Słowacy przez długi czas stosowali nazwę „Czeski Staw” (České pleso). Nazwa ta była usankcjonowana urzędowo decyzją nr P-378/1975 słowackiego Urzędu Geodezji, Kartografii i Katastru (ÚGKK SR). Dopiero kolejna decyzja tego Urzędu nr P-2185/2006 wprowadziła od 1 czerwca 2006 r. oficjalnie do stosowania nazwę Ťažké pleso (a także Ťažký štít, Ťažká dolina itd.).

## Turystyka
Do stawu nie prowadzi żaden szlak turystyczny, jednak można go odwiedzić wraz z uprawnionym przewodnikiem przy okazji wejścia na Wagę z Doliny Ciężkiej.